# イヤーズ・オブ・リフューザル
『イヤーズ・オブ・リフューザル』（Years of Refusal）は、モリッシーが2009年に発表した9作目のスタジオ・アルバム。

## 背景
『ユー・アー・ザ・クワーリー』（2004年）をプロデュースしたジェリー・フィンが再びプロデューサーに起用された。しかし、フィンは2008年8月21日に脳出血で死去し、本作は結果的にフィンの最後の仕事となった。前スタジオ・アルバム『リングリーダー・オブ・ザ・トーメンターズ』（2006年）を最後にモリッシーのバンドを脱退したアラン・ホワイトが、本作収録曲のソングライティングには引き続き関与している。「オール・ユー・ニード・イズ・ミー」と「ザッツ・ハウ・ピープル・グロウ・アップ」は、2008年にリリースされたベスト・アルバム『モリッシー★グレイテスト・ヒッツ』で先行発表された曲で、同年にはシングルとしてもリリースされている。
「ブラック・クラウド」にはジェフ・ベックが参加している。本作のレコーディング当時、モリッシーとベックがたまたま同じホテルに泊まっており、両名の共通の友人であるプリテンダーズのクリッシー・ハインドの勧めによりゲスト参加が実現したという。なお、ハインドも本作のレコーディング・セッションで録音された「シェイム・イズ・ザ・ネーム」にゲスト参加しており、この曲はシングル「アイム・スローイング・マイ・アームズ・アラウンド・パリ」のカップリング曲として発表された。

## リリース
マネージャーのアーヴィング・アゾフ及び所属レーベルのユニバーサルの判断により、本作はブリット・アワードの開催と同時期にリリースされた。モリッシーはその判断を不満に思ってマネージャーやレーベルに不信感を抱き、両者と袂を分かつことになる。
本作は全英アルバムチャートで3位に達し、本作からの先行シングル「アイム・スローイング・マイ・アームズ・アラウンド・パリ」は全英シングルチャートで21位に達して、第2弾シングル「サムシング・イズ・スクイージング・マイ・スカル」は全英46位に達した。

## 収録曲
特記なき楽曲はモリッシーとアラン・ホワイトの共作。
1. サムシング・イズ・スクイージング・マイ・スカル "Something Is Squeezing My Skull'" – 2:38
2. ママ・レイ・ソフトリー・オン・ザ・リヴァーベッド "Mama Lay Softly on the Riverbed" – 3:53
3. ブラック・クラウド "Black Cloud" (Morrissey, Boz Boorer) – 2:48
4. アイム・スローイング・マイ・アームズ・アラウンド・パリ "I'm Throwing My Arms Around Paris" (Morrissey, B. Boorer) – 2:30
5. オール・ユー・ニード・イズ・ミー "All You Need Is Me" (Morrissey, Jesse Tobias) – 3:12
6. ホエン・ラスト・アイ・スポーク・トゥ・キャロル "When Last I Spoke to Carol" – 3:23
7. ザッツ・ハウ・ピープル・グロウ・アップ "That's How People Grow Up" (Morrissey, B. Boorer) – 2:59
8. ワン・デイ・グッドバイ・ウィル・ビー・フェアウェル "One Day Goodbye Will Be Farewell" (Morrissey, B. Boorer) – 2:56
9. イッツ・ノット・ユア・バースデイ・エニイモア "It's Not Your Birthday Anymore" – 5:09
10. ユー・ワー・グッド・イン・ユア・タイム "You Were Good in Your Time" – 5:01
11. ソーリー・ダズント・ヘルプ "Sorry Doesn't Help" (Morrissey, J. Tobias) – 4:03
12. アイム・オーケー・バイ・マイセルフ "I'm OK by Myself" (Morrissey, J. Tobias) – 4:47

## 参加ミュージシャン
- モリッシー - ボーカル
- ボズ・ブーラー - ギター
- ジェシー・トバイアス - ギター
- ソロモン・ウォーカー - ベース
- マット・ウォーカー - ドラムス

アディショナル・ミュージシャン
- ロジャー・ジョセフ・マニング・ジュニア - キーボード
- ジェフ・ベック - ギター(#3)
- マーク・アイシャム - トランペット(#4, #6, #8)
- クリストファー・プーリー - バッキング・ボーカル(#2, #6, #8)
- クリスティーン・ヤング - ボーカル(#7)